# Zsuzsa Tarnai
Zsuzsanna Tarnai, detta Zsusza (Budapest, 22 maggio 1981), è un'ex cestista ungherese, centro di 192 cm.

## Carriera
Ha studiato alla University of Illinois at Chicago e poi ha girato l'Europa tra Germania, Gran Bretagna, Francia e Svizzera prima di passare il 25 gennaio 2009 alla Serie A2 italiana con Alcamo.
Ha partecipato agli Europei cadette e juniores con la Nazionale ungherese.

## Statistiche
Dati aggiornati al 30 giugno 2009.
| Stagione        | Squadra              | Competizione | Partite | Partite | Partite | Statistiche tiro | Statistiche tiro | Statistiche tiro | Altre statistiche | Altre statistiche | Altre statistiche | Altre statistiche | Altre statistiche |
| Stagione        | Squadra              | Competizione | Pres.   | Titol.  | Minuti  | Tiri da 2        | Tiri da 3        | Liberi           | Rimb.             | Assist            | Rubate            | Stopp.            | Punti             |
| --------------- | -------------------- | ------------ | ------- | ------- | ------- | ---------------- | ---------------- | ---------------- | ----------------- | ----------------- | ----------------- | ----------------- | ----------------- |
| gen. 09         | Gea Magazzini Alcamo | Serie A2     | 16      | 10      | 316     | 27/68            | 4/18             | 14/16            | 90                | 2                 | 10                | 4                 | 80                |
| Totale carriera |                      |              |         |         |         |                  |                  |                  |                   |                   |                   |                   |                   |